# 雲鋒金融
雲鋒金融集團有限公司（英語：Yunfeng Financial Group Limited，簡稱雲鋒金融），曾稱作「萬勝証券」、「亞洲電信媒體」及「瑞東集團」，香港上市金融集團。

## 公司背景
雲鋒金融由匯豐銀行、恒生銀行及遠東銀行（東亞銀行前身）的 Langbourn Limited 於1982年成立，1983年改稱萬勝証券，並在1987年7月17日登錄港交所主板上市，股票代碼為「00376.HK」，是香港較早上市的證券公司之一，1992年正名為萬勝集團。它以香港為總部，並在北京、深圳設有子公司，推出“有魚”系列移動終端為客戶提供金融服務。其業務包括證券交易、財富管理、投資銀行、股權管家和投資研究。而集團旗下子公司是中華通交易所參與者（即滬港通許可券商），且持有香港證監會授予的各類金融證券牌照：1號（證券交易）、4號（就證券提供意見）、6號（就機構融資提供意見）、9號（提供資產管理）四類牌照，至2011年公司才易名為瑞東集團。

## 公司發展
2015年，瑞東集團被雲鋒基金控股「Jade Passion Limited」用26.8億港元向高振順認購13.4億新股（即56%股份），翌年初聯合巨人投資、江蘇魚躍科技成立合資公司申請內地證券牌照。同年10月13日也發佈公告表示股東特別大會上以投票表決方式正式通過公司更名決議案，公司名稱由「Reorient Group Limited 瑞東集團有限公司」更改為「Yunfeng Financial Group Limited 雲鋒金融集團有限公司」。11月9日則在香港聯交所中正式使用簡稱“雲鋒金融”，股票代碼仍保留「00376.HK」，亦成為馬雲概念股之一。
2017年8月17日，雲鋒金融公布聯合另外7家投資者以總代價131億港元收購美國萬通國際公司（萬通國際）旗下萬通亞洲全部股權，當中雲鋒佔60%股權，惟收購的法律及專業顧問費用導致年底業績出現虧損。相關交易於2018年11月26日完成。2019年4月9日，公司名稱由「美國萬通（MassMutual）」更改為「萬通保險（YF Life Insurance）」。
2019年12月17日，雲鋒金融以15.61億港元現金收購、由中國泛海控股集團董事長盧志強女兒盧曉雲旗下的覓優國際持有的萬通保險9.8%股權，增持後持有69.8%股權，而餘下30.2%權益將由六名其他共同投資者擁有，包括新加坡政府投資公司（持股7.5%）、麗珠醫藥集團董事長朱保國及其妻子（持股5%）、螞蟻金服（持股5%）、新浪（持股5%）、中國動向主席陳義紅（持股 4.9%）、巨人投資（香港）（持股2.8%）。

## 外部連結
- 官方网站
- 雲鋒金融集團有限公司 - 基本資料 （页面存档备份，存于）
- 公司更名公告
- 股本认购事项完成公告